# Атумаши
Монастырь Атумаши, Атумашичаун (бирм. အတုမရှိကျောင်း «несравненный») — буддийский монастырь в Мьянме в области Мандалай, построен в 1857 году в правление царя Миндона.
Здание было выполнено в форме пирамиды из нескольких ступеней, его основание имело размеры 45×60 м, высота составляла примерно 30 м. Здание было сложено из тиковых брёвен, облицовано керамическими блоками и оштукатурено.
В 1890 (по другим данным в 1892) году монастырь практически полностью сгорел. Восстановлен в 1990-х годах.